# Никифор Ляпис-Трубецкой
Ники́фор Ля́пис-Трубецко́й — персонаж романа Ильи Ильфа и Евгения Петрова «Двенадцать стульев». Литератор-халтурщик, сочиняющий поэтический цикл о Гавриле и продающий его в ведомственные издания. Имел, по мнению исследователей, реальных прототипов.
В честь персонажа получили названия белорусские рок-группы «Ляпис Трубецкой» и Trubetskoy.

## Общая характеристика. Отзывы о персонаже
Никифор Ляпис-Трубецкой появляется в XXIX главе, называющейся «Автор „Гаврилиады“». Этот «молодой человек с бараньей причёской и нескромным (в первой редакции романа — неустрашимым) взглядом» живёт за счёт стихов и поэм про «многоликого Гаврилу». Произведения идут на продажу в многочисленные ведомственные издания, редакторы которых, будучи людьми наивными и непритязательными, доверчиво покупают Ляписовы вирши. По словам литературоведа Бориса Галанова, лёгкость, с которой персонаж реализует свои творения, объясняется не только его бойким характером, но и тем, что «на халтуру имелся спрос и находились заказчики».
Афоризмы
- Служил Гаврила хлебопёком, Гаврила булку испекал (пример творчества Ляписа).
- Волны падали вниз стремительным домкратом (из очерка Ляписа)[3]

На выход книги «Двенадцать стульев» литературная критика ответила молчанием; одна из первых рецензий, появившаяся в «Литературной газете» в 1929 году за подписью Анатолия Тарасенкова, имела соответствующее название — «Роман, о котором не пишут». Ситуация изменилась после совещания рабочих и сельских корреспондентов, на котором выступил Николай Бухарин. Во время доклада Бухарин вскользь упомянул о «Двенадцати стульях», заметив, что в произведении действует «халтурщик Ляпис, приспосабливающий своего героя Гаврилу к любой производственной тематике». Этого хватило, чтобы рецензенты «заметили» роман и начали о нём писать. Отзывы, по утверждению литературоведа Якова Лурье, были поначалу «кисловатыми, но снисходительными». Так, в журнале «Книги и революция», вышедшем в свет в апреле 1929 года, дебютное произведение Ильфа и Петрова назвали «подражанием лучшим образцам классического сатирического романа»; одновременно критик признал, что при создании образа поэта-халтурщика Ляписа авторам «удаётся подняться до подлинной сатиры».
Автор «Гаврилиады» был замечен и Владимиром Маяковским: во время одного из диспутов поэт сказал сидящим в зале литераторам, что им нужно активнее включаться в жизнь различных редакций, потому что «в тех изданиях, куда редко заглядывает писатель, гнездятся халтурщики вроде Гаврилы».

Гаврила из той же породы, что советские Ромео-Иваны или герои пошлейших «красных романсов», о которых неоднократно писал Ильф. В образе автора «Гаврилиады» сатирики заклеймили ненавистное им псевдореволюционное приспособленчество. Но дело не в одной только изворотливости Ляписа. За фигурой автора «Гаврилиады» виделось то, что Щедрин называл «целым психологическим строением». — Борис Галанов

## Версии о прототипах
Вопрос о том, кто именно послужил прототипом Ляписа-Трубецкого, долгое время оставался дискуссионным. Константин Паустовский, работавший в «Гудке» вместе с Ильфом и Петровым, вспоминал, что во Дворце Труда, где размещалась их газета, находилось много разных редакций. Это давало возможность некоторым авторам в течение дня получать гонорары сразу в нескольких изданиях: «Не выходя из Дворца Труда, они торопливо писали стихи и поэмы, прославлявшие людей разных профессий — работниц иглы, работников прилавка, пожарных, деревообделочников и служащих копиручёта».
По мнению Бориса Галанова, при создании образа Ляписа писателями могла быть использована статья из журнала «Смехач», опубликованная в 1927 году. В ней рассказывалось о «довольно известном поэте», который разместил свои стихи, объединённые общей темой, одновременно в «Печатнике», «Медицинском работнике», «Пролетарии связи» и «Голосе кожевника». В этом же издании ещё до выхода «Двенадцати стульев» была опубликована сатирическая миниатюра Евгения Петрова про «Всеобъемлющего зайчика» («Ходит зайчик по лесу / К Северному полюсу»), в которой высмеивался ловкий автор, напечатавший одну и ту же историю в «Детских утехах», «Неудержимом охотнике», «Лесе, как он есть», «Красном любителе Севера» и «Вестнике южной оконечности Северного полюса».
Халтурщик Ляпис — не только карикатура на одного из земляков и знакомых авторов, это ещё и типаж — советский поэт, готовый к немедленному выполнению любого «социального заказа». В Ляписе, его незатейливых виршах литераторы-современники видели также пародию на маститых литераторов, в частности — на Маяковского, эпигоном которого считался тогда Колычев.
Фельетонист Михаил Штих (М. Львов) в книге воспоминаний об Ильфе и Петрове воспроизвёл эпизод беседы с неким жизнерадостным халтурщиком, который появлялся в редакции «Гудка» в разгар работы над очередным номером и «хвастался своими сомнительными литературными успехами». Однажды журналисты решили подшутить над «Никифором» и сообщили ему, что слово «дактиль» в литературном сообществе считается анахронизмом — уважающие себя поэты должны произносить его на новый лад: «птеродактиль». Этот и другие эпизоды, по словам автора мемуаров, свидетельствовали о «дремучем невежестве» поэта:

Он прекратил свои посещения лишь после того, как узнал себя в авторе «Гаврилиады». Не мог не узнать. Но это пошло ему на пользу. Парень он был способный и в последующие годы, «поработав над собой», стал писать очень неплохие стихи.
Писатель Виктор Ардов в книге «Этюды к портретам» рассказал о версии Абрама Вулиса, который в своей диссертации, написанной в конце 1950-х годов, предположил, что под автором «Гаврилиады» подразумевался Михаил Зощенко. Основанием для такой гипотезы, по мнению Вулиса, стал один из литературных псевдонимов, которым иногда пользовался Зощенко, — «Гаврилыч». Возмущённый этим «наглым предположением», Ардов объяснил диссертанту, что Ильф и Петров всегда относились к Михаилу Михайловичу с уважением. Одновременно писатель сообщил, что прототип Никифора — поэт Осип Колычев, настоящая фамилия которого — Сиркес — была созвучна фамилии Ляпис.

## Литературные влияния
Литературовед Юрий Щеглов писал, что на создание образа Ляписа соавторов могли подвигнуть не только личные впечатления от общения с поэтами-«многостаночниками» в стенах Дома Труда, но и некоторые литературные произведения. Так, аналогичная тема была разработана в 1924 году Валентином Катаевым, у которого в рассказе «Птичка Божия» действует поэт Ниагаров. Взяв за основу строчки из стихотворения «Птичка Божия не знает…», Ниагаров без конца «эксплуатирует» пушкинские мотивы, «вставляя в них то Маркса, то Колчака, то другие злободневные имена». В другом его рассказе, «Ниагаров-журналист», этот же персонаж пишет на скорую руку (Ниагарову на сочинение текста, по его словам, необходимо всего пять минут) проблемные очерки с огромным количеством неправильно употребляемых терминов, аналогичных «стремительному домкрату» Ляписа-Трубецкого («Мёртвая зыбь свистела в снастях среднего компаса. Большой красивый румб блистал на солнце медными частями. Митька, этот старый морской волк, поковырял бушпритом в зубах и весело крикнул „Кубрик!“» и т. д.).
Столь же близкое «родство» обнаруживается у Ляписа с героем рассказа Аркадия Аверченко «Неизлечимые». Герой Аверченко — писатель Кукушкин, специализирующийся на произведениях порнографического жанра, — вынужден по требованию издателя Залежалова многократно перелицовывать сюжет в соответствии со спросом и предложением (однако каждая из этих перелицовок заканчивается характерной шаблонной фразой: «Не помня себя, он бросился к ней, схватил её в объятия, и всё заверте…»).

## Авторские пародии
Имя, которое Ляпис-Трубецкой дал герою своего поэтического цикла, восходит, по мнению литературоведов Давида Фельдмана и Михаила Одесского, к популярному в 1920-х годах Гавриле-бузотёру. В анекдотах и фельетонах он выглядел «ражим детиной, незадачливым и добродушным». Название поэмы «О хлебе, качестве продукции и о любимой», которую Никифор приносит в редакцию издания «Работники булки», — это пародия на «структуру „агиток“ Маяковского» (таких, как «О „фиаско“, „апогеях“ и других неведомых вещах»). Посвящение Хине Члек, предваряющее поэму Ляписа, — это возможная отсылка к адресату многих стихотворений Маяковского Лиле Брик; одновременно исследователи допускают, что под Хиной Члек подразумевалась журналистка Евгения Юрьевна Хин, входившая в число близких знакомых поэта.
Эпизод, в котором журналист Персицкий вводит Ляписа в комнату с висящей на стене «„большой газетной вырезкой“, обведённой траурной каймой», взят из жизни «Гудка» и других редакций. В них было принято демонстрировать неточности и ляпсусы, допущенные авторами публикаций:

Например, в «Гудке», где работали авторы романа, для таких ляпсусов предназначался специальный стенд, именуемый сотрудниками «Сопли и вопли».

## Продолжение «Гаврилиады»
Композитор Геннадий Гладков и поэт Юлий Ким, написавшие песни для фильма «12 стульев» (1976), спустя годы решили продолжить тему. В 2011 году по просьбе екатеринбургского театра драмы они сочинили одноимённый мюзикл, перенеся действие из 1920-х годов в XXI век. В этом произведении Ляпис уже не поэт, а крупный книгоиздатель, у которого в жизни «всё схвачено». Остап Бендер, придя в офис к Никифору за стулом, узнаёт, что тот насыщает рынок низкопробной продукцией и живёт по принципу: «Каждому треба / Заместо хлеба / Полное ведро ширпотреба!»

## Экранизации
- фильм «12 стульев» (1971) — роль исполнил Роман Филиппов (были объединены сюжетные линии Ляписа и другого персонажа, тоже литературного подёнщика, Авессалома Изнурёнкова).
- телеспектакль «12 стульев» 1966 г. — роль исполнил Лев Лемке.
- фильм Двенадцать стульев (2004) — Роман Литвинов.
- Фильм-мюзикл Двенадцать стульев (2004) — Антон Мухарский